# Funkcja (inżynieria)
Funkcja – własność obiektu, urządzenia lub osoby związana z jego zastosowaniem, przeznaczeniem lub zadaniem. Równocześnie w inżynierii termin funkcja bywa mylnie używany do nazwania procesu, zadania czy celu.
Najogólniejsza i najkrótsza definicja funkcji zaproponowana przez A. M. Gadomskiego (1986) brzmi: funkcja to własność procesu lub systemu konieczna do realizacji jego celu, tzn. do tego do czego został skonstruowany lub do czego jest używany. Z definicji tej wynika, że ta sama funkcja może być realizowana przez różne procesy fizyczne lub systemy, np. funkcję ogrzewania może mieć piec elektryczny, piec węglowy, lub elektrociepłownia atomowa, zaś funkcję strzelania mają różne rodzaje broni palnej.
Urządzenie „funkcjonuje”, jeśli aktualnie działa zgodnie ze swoim przeznaczeniem.

Urządzenie „jest funkcjonalne”, jeśli jest gotowe do działania zgodnego ze swoim przeznaczeniem.